# Prętnik pręgowany
Prętnik pręgowany (Trichogaster fasciata) – słodkowodna ryba z rodziny guramiowatych. Popularna w akwarystyce.

## Występowanie
Wody Pakistanu, Indii, Nepalu i Bangladeszu.

## Charakterystyka
Płetwy grzbietowa i odbytowa są u wspaniale ubarwionych, większych samców spiczasto zakończone, a u samic zaokrąglone. Dorastają do 8–10 cm długości.

## Warunki w akwarium
| Zalecane warunki w akwarium | Zalecane warunki w akwarium |
| --------------------------- | --------------------------- |
| Wielkość zbiornika          | średni                      |
| Temperatura wody            | 24 – 28 °C                  |
| Twardość wody               | 4 – 15°n                    |
| Skala pH                    | 6,0 – 7,5                   |
| Pokarm                      | każdy dostępny w sprzedaży  |

## Warunki hodowlane
Towarzyska, nawet nieco płochliwa. Kryją się chętnie między roślinami, korzeniami i roślinnością pływającą. W akwarium ważne są odpowiednie schronienia dla czasami silnie napastowanych samic. Prętnik pręgowany nadaje się do zbiorników wielogatunkowych z tyłu i po bokach obsadzonych gęstą roślinnością. Z przodu akwarium należy pozostawić dużą wolną przestrzeń do pływania. Podłoże nie powinno być zbyt jasne.

## Rozmnażanie
W czasie tarła samce są często agresywne, gdy bronią swego rewiru.
Samce budują duże gniazda z piany i opiekują się jajami, a potem narybkiem.